# Farmington (Missouri)
Farmington is een plaats (city) in het oosten van de Amerikaanse staat Missouri. De stad is de hoofdplaats van St. Francois County.

## Demografie
Bij de volkstelling in 2000 werd het aantal inwoners vastgesteld op 13.924.
In 2006 is het aantal inwoners door het United States Census Bureau geschat op 15.498, een stijging van 1574 (11,3%).

## Geografie
Volgens het United States Census Bureau beslaat de plaats een oppervlakte van
23,3 km², waarvan 23,2 km² land en 0,1 km² water. Farmington ligt op ongeveer 287 m boven zeeniveau.

## Plaatsen in de nabije omgeving
De onderstaande figuur toont nabijgelegen plaatsen in een straal van 20 km rond Farmington.